# Förlösa landskommun
Förlösa landskommun var en kommun i Kalmar län.

## Administrativ historik
Kommunen inrättades som landskommun i Förlösa socken i Norra Möre härad i Småland när 1862 års kommunalförordningar trädde i kraft. Den uppgick 1952 i Läckeby landskommun som 1971 uppgick i Kalmar kommun.

## Politik

### Mandatfördelning i Förlösa landskommun 1938-1946
| 8 | 12 |

| 20 |

| 8 | 6 | 6 |

| 20 |

| 8 | 8 | 4 |

| 18 |